# オオクサアジサイ
オオクサアジサイ（大草紫陽花、Cardiandra mollendorffii、シノニム: Cardiandra alternifolia subsp. mollendorffii）とは、アジサイ科クサアジサイ属の多年草。

## 特徴
多年草。草丈は30–60センチで、茎および葉に微毛を生やす。葉は互生、長楕円状披針形から長卵状楕円形で、長さ10–18センチ、先端は尖る。花序は円錐花序で、茎の頂端につく。花は両性花と、その周りに2枚のがく片からなる中性花（装飾花）を持ち、色は淡紅色。

## 分布と生育環境
日本では西表島のみに、日本国外では台湾、中国（南東部）に分布する。山地の河川沿いに生育する。

## 近縁種
クサアジサイ属は、オオクサアジサイを含めて4種が確認されている。アマミクサアジサイ（C. amamioshimensis）は奄美大島に分布し、中性花を持たないで区別できる。クサアジサイ（C. alternifolia）は本州から九州に分布し、中性花は3枚のがく片からなる。台湾、中国にシマクサアジサイ（C. formosana）がある。

## 保護上の位置づけ
- 絶滅危惧II類 (VU)（環境省レッドリスト）

（2017年、環境省）

生育地である下記の地方公共団体が作成したレッドデータブックに掲載されている。
- 沖縄県：絶滅危惧II類